# Gobierno Autónomo Departamental de Chuquisaca
El Gobierno Autónomo Departamental de Chuquisaca o también denominado simplemente como Gobernación de Chuquisaca, es el gobierno 
político y administrativo del Departamento de Chuquisaca, en el Estado Plurinacional de Bolivia. La gobernación está conformada por el 
órgano ejecutivo a la cabeza del gobernador y por el órgano legislativo a la cabeza de la Asamblea Legislativa Departamental (ALD).

## Estructura
La estructura organizativa de la gobernación de Chuquisaca se divide en seis niveles. Entre ellos están los siguientes:

### Nivel Superior
Se encuentra conformado por el Gobernador y la Asamblea Legislativa Departamental.

#### Gobernador
El gobernador es la máxima autoridad ejecutiva (MAE) del órgano ejecutivo del Gobierno Autónomo Departamental de Chuquisaca. Es elegido cada 5 años por el pueblo chuquisaqueño en elecciones subnacionales.

#### Asamblea Legislativa Departamental de Chuquisaca
La Asamblea Legislativa representa al órgano legislativo de la Gobernación de Chuquisaca y está compuesta por 21 asambleístas departamentales que al igual que el gobernador, también son elegidos cada 5 años por el pueblo chuquisaqueño mediante elecciones.

### Nivel operativo
El nivel operativo, se encuentra conformado por las diferentes secretarías departamentales. El gobernador es el encargado de designar a los secretarios departamentales.

#### Secretaría General Departamental de Coordinación de Chuquisaca
| Secretario/a General Departamental de Coordinación | Posesionado por el Gobernador | Periodo como Secretario Departamental | Periodo como Secretario Departamental | Tiempo de Duración en el Cargo | Referencia |
| Secretario/a General Departamental de Coordinación | Posesionado por el Gobernador | INICIO                                | FINAL                                 | Tiempo de Duración en el Cargo | Referencia |
| -------------------------------------------------- | ----------------------------- | ------------------------------------- | ------------------------------------- | ------------------------------ | ---------- |
| Juan Salinas Zarate                                | Savina Cuéllar                | 11 de julio de 2008                   | 2 de junio de 2010                    | 1 año, 10 meses y 22 días      |            |
| Hugo Tomas Loayza Nava                             | Esteban Urquizu               | 2 de junio de 2010                    | 2 de junio de 2011                    | 1 año                          | [ 1 ]      |
| Eberth Almendras Enríquez                          | Esteban Urquizu               | 2 de junio de 2011                    | 2 de enero de 2015                    | 3 años y 7 meses               |            |
| Marcel Orgaz Mejía                                 | Jaime Cárdenas                | 2 de enero de 2015                    | 2 de junio de 2015                    | 5 meses                        | [ 2 ]      |
| Eberth Almendras Enríquez                          | Esteban Urquizu               | 2 de junio de 2015                    | 9 de marzo de 2018                    | 2 años, 9 meses y 7 días       |            |
| Leoncio Layme Salazar                              | Esteban Urquizu               | 9 de marzo de 2018                    | 25 de junio de 2020                   | 2 años, 3 meses y 16 días      | [ 3 ]      |
| Gustavo Ricardo Zárate López                       | Efraín Balderas               | 25 de junio de 2020                   | 11 de diciembre de 2020               | 5 meses y 16 días              | [ 4 ]      |
| Guiber Quintana Medina                             | Efraín Balderas               | 11 de diciembre de 2020               | 3 de mayo de 2020                     | 4 meses y 23 días              |            |
| Maguiver Rosales Caballero                         | Damián Condori                | 4 de mayo de 2021                     | Actualidad                            | 3 años, 10 meses y 14 días     | [ 5 ]      |

#### Secretaría de Desarrollo Productivo y Economía Plural de Chuquisaca
| Secretario/a Departamental de Desarrollo Productivo y Economía Plural | Posesionado por el Gobernador | Periodo como Secretario Departamental | Periodo como Secretario Departamental | Tiempo de Duración en el Cargo | Referencia |
| Secretario/a Departamental de Desarrollo Productivo y Economía Plural | Posesionado por el Gobernador | INICIO                                | FINAL                                 | Tiempo de Duración en el Cargo | Referencia |
| --------------------------------------------------------------------- | ----------------------------- | ------------------------------------- | ------------------------------------- | ------------------------------ | ---------- |
| Daniel Rivera                                                         | Efraín Balderas               |                                       | 3 de mayo de 2021                     |                                |            |
| Inocenta Lida Galeán Ochoa                                            | Damián Condori                | 4 de mayo de 2021                     | Actualidad                            | 3 años, 10 meses y 14 días     | [ 5 ]      |

#### Secretaría de Economía y Finanzas Públicas de Chuquisaca
| Secretario/a de Economía y Finanzas Públicas de Chuquisaca | Posesionado por el Gobernador | Periodo como Secretario/a                | Duración en el Cargo       | Ref   |
| ---------------------------------------------------------- | ----------------------------- | ---------------------------------------- | -------------------------- | ----- |
| Rafael Rodríguez                                           | Savina Cuellar                | 11 de julio de 2008 - 31 de mayo de 2010 | 1 año, 10 meses y 20 días  | [ 6 ] |
| '                                                          | Esteban Urquizu               | 2 de junio de 2011 - Actualidad          | 13 años, 9 meses y 16 días |       |

#### Secretaría de Planificación del Desarrollo de Chuquisaca
| Secretario/a Departamental de Planificación del Desarrollo | Posesionado por el Gobernador | Periodo como Secretario Departamental | Periodo como Secretario Departamental | Tiempo de Duración en el Cargo | Referencia |
| Secretario/a Departamental de Planificación del Desarrollo | Posesionado por el Gobernador | INICIO                                | FINAL                                 | Tiempo de Duración en el Cargo | Referencia |
| ---------------------------------------------------------- | ----------------------------- | ------------------------------------- | ------------------------------------- | ------------------------------ | ---------- |
| Eduardo Flores                                             | Efraín Balderas               |                                       | 3 de mayo de 2021                     |                                |            |
| Jorge Villca Misericordia                                  | Damián Condori                | 4 de mayo de 2021                     | Actualidad                            | 3 años, 10 meses y 14 días     | [ 5 ]      |

#### Secretaría de Obras Públicas y Servicios de Chuquisaca
| Secretario/a Departamental de Obras Públicas y Servicios | Posesionado por el Gobernador | Periodo como Secretario Departamental | Periodo como Secretario Departamental | Tiempo de Duración en el Cargo | Referencia |
| Secretario/a Departamental de Obras Públicas y Servicios | Posesionado por el Gobernador | INICIO                                | FINAL                                 | Tiempo de Duración en el Cargo | Referencia |
| -------------------------------------------------------- | ----------------------------- | ------------------------------------- | ------------------------------------- | ------------------------------ | ---------- |
| Juan Carlos Torres                                       | Efraín Balderas               |                                       | 3 de mayo de 2021                     |                                |            |
| Marcelo Arciénega León                                   | Damián Condori                | 4 de mayo de 2021                     | Actualidad                            | 3 años, 10 meses y 14 días     | [ 5 ]      |

#### Secretaría de Hidrocarburos y Energía de Chuquisaca
| Secretario/a Departamental de Hidrocarburos y Energía | Posesionado por el Gobernador | Periodo como Secretario Departamental | Periodo como Secretario Departamental | Tiempo de Duración en el Cargo | Referencia |
| Secretario/a Departamental de Hidrocarburos y Energía | Posesionado por el Gobernador | INICIO                                | FINAL                                 | Tiempo de Duración en el Cargo | Referencia |
| ----------------------------------------------------- | ----------------------------- | ------------------------------------- | ------------------------------------- | ------------------------------ | ---------- |
| Juan José Ibáñez Flores                               | Efraín Balderas               |                                       | 3 de mayo de 2021                     | 3 años, 10 meses y 13 días     | [ 5 ]      |
| Iván Isidoro Reynaga Calderón                         | Damián Condori                | 5 de mayo de 2021                     | Actualidad                            | 3 años, 10 meses y 13 días     | [ 7 ]      |

#### Secretaría de Minería y Metalurgia de Chuquisaca
| Secretario/a Departamental de Minería y Metalurgia | Posesionado por el Gobernador | Periodo como Secretario Departamental | Periodo como Secretario Departamental | Tiempo de Duración en el Cargo | Referencia |
| Secretario/a Departamental de Minería y Metalurgia | Posesionado por el Gobernador | INICIO                                | FINAL                                 | Tiempo de Duración en el Cargo | Referencia |
| -------------------------------------------------- | ----------------------------- | ------------------------------------- | ------------------------------------- | ------------------------------ | ---------- |
| Fermín Montalvo                                    | Efraín Balderas               |                                       | 3 de mayo de 2021                     |                                |            |
| Juan Reinaga Grajeda                               | Damián Condori                | 5 de mayo de 2021                     | Actualidad                            | 3 años, 10 meses y 13 días     | [ 5 ]      |

#### Secretaría de Jurídica de Chuquisaca
| Secretario/a Departamental Jurídico  | Posesionado por el Gobernador | Periodo como Secretario Departamental | Periodo como Secretario Departamental | Tiempo de Duración en el Cargo | Referencia |
| Secretario/a Departamental Jurídico  | Posesionado por el Gobernador | INICIO                                | FINAL                                 | Tiempo de Duración en el Cargo | Referencia |
| ------------------------------------ | ----------------------------- | ------------------------------------- | ------------------------------------- | ------------------------------ | ---------- |
| Amilcar Apaza                        | Efraín Balderas               |                                       | 3 de mayo de 2021                     | 3 años, 10 meses y 13 días     |            |
| Adolfo Benjamín Martínez Villarpando | Damián Condori                | 4 de mayo de 2021                     | Actualidad                            | 3 años, 10 meses y 14 días     | [ 5 ]      |

#### Secretaría de Desarrollo Social de Chuquisaca
| Secretario/a Departamental de Desarrollo Social | Posesionado por el Gobernador | Periodo como Secretario Departamental | Periodo como Secretario Departamental | Tiempo de Duración en el Cargo | Referencia |
| Secretario/a Departamental de Desarrollo Social | Posesionado por el Gobernador | INICIO                                | FINAL                                 | Tiempo de Duración en el Cargo | Referencia |
| ----------------------------------------------- | ----------------------------- | ------------------------------------- | ------------------------------------- | ------------------------------ | ---------- |
| Judith Llanos                                   | Efraín Balderas               |                                       | 4 de mayo de 2021                     |                                |            |
| Elsa Lyliam Ortega Solorzano                    | Damián Condori                | 4 de mayo de 2021                     | Actualidad                            | 3 años, 10 meses y 14 días     | [ 5 ]      |

#### Secretaría de Medio Ambiente y Madre y Tierra
| Secretario/a Departamental de Medio Ambiente y Madre Tierra | Posesionado por el Gobernador | Periodo como Secretario Departamental | Periodo como Secretario Departamental | Tiempo de Duración en el Cargo | Referencia |
| Secretario/a Departamental de Medio Ambiente y Madre Tierra | Posesionado por el Gobernador | INICIO                                | FINAL                                 | Tiempo de Duración en el Cargo | Referencia |
| ----------------------------------------------------------- | ----------------------------- | ------------------------------------- | ------------------------------------- | ------------------------------ | ---------- |
| Juanito Aranda Romero                                       | Efraín Balderas               |                                       | 3 de mayo de 2021                     |                                |            |
| Marisabel Figueroa Flores                                   | Damián Condori                | 4 de mayo de 2021                     | Actualidad                            | 3 años, 10 meses y 14 días     | [ 5 ]      |

#### Secretaría de Culturas y Turismo de Chuquisaca
| Secretario/a Departamental de Culturas y Turismo | Posesionado por el Gobernador | Periodo como Secretario Departamental | Periodo como Secretario Departamental | Tiempo de Duración en el Cargo | Referencia |
| Secretario/a Departamental de Culturas y Turismo | Posesionado por el Gobernador | INICIO                                | FINAL                                 | Tiempo de Duración en el Cargo | Referencia |
| ------------------------------------------------ | ----------------------------- | ------------------------------------- | ------------------------------------- | ------------------------------ | ---------- |
| Roxana Acosta                                    | Savina Cuellar                | 11 de julio de 2008                   | 31 de mayo de 2010                    | 1 año, 10 meses y 20 días      | [ 6 ]      |
| Rolando Guzmán Sandi                             | Efraín Balderas               |                                       | 3 de mayo de 2021                     |                                |            |
| Juan Caba Choquevillque                          | Damián Condori                | 4 de mayo de 2021                     | Actualidad                            | 3 años, 10 meses y 14 días     | [ 5 ]      |

### Nivel desconcentrado
Son Direcciones Departamentales con autonomía administrativa propia pero dependientes de la gobernación. Entre ellas tenemos a las siguientes:

#### Servicio Departamental de Caminos (SEDCAM) Chuquisaca
| Director/a Técnico del Servicio Departamental de Caminos (SEDCAM) | Posesionado por el Gobernador | Periodo como Directora o Director Técnico | Periodo como Directora o Director Técnico | Tiempo de Duración en el Cargo | Referencia |
| Director/a Técnico del Servicio Departamental de Caminos (SEDCAM) | Posesionado por el Gobernador | INICIO                                    | FINAL                                     | Tiempo de Duración en el Cargo | Referencia |
| ----------------------------------------------------------------- | ----------------------------- | ----------------------------------------- | ----------------------------------------- | ------------------------------ | ---------- |
| José Antonio Lambertin Ruiz                                       | Esteban Urquizu               | 1 de julio de 2010                        | 20 de mayo de 2016                        | 5 años, 10 meses y 19 días     | [ 8 ]      |
| Grover Urquizo Paco                                               | Esteban Urquizu               | 20 de mayo de 2016                        | 3 de mayo de 2021                         | 4 años, 11 meses y 14 días     |            |
| Grover Jhorgino García Flores                                     | Damián Condori                | 6 de mayo de 2021                         | Actualidad                                | 3 años, 10 meses y 12 días     |            |

#### Servicio Departamental de Salud (SEDES) Chuquisaca
| Director/a Técnico del Servicio Departamental de Salud (SEDES) | Posesionado por el Gobernador | Periodo como Directora o Director Técnico | Periodo como Directora o Director Técnico | Tiempo de Duración en el Cargo | Referencia           |
| Director/a Técnico del Servicio Departamental de Salud (SEDES) | Posesionado por el Gobernador | INICIO                                    | FINAL                                     | Tiempo de Duración en el Cargo | Referencia           |
| -------------------------------------------------------------- | ----------------------------- | ----------------------------------------- | ----------------------------------------- | ------------------------------ | -------------------- |
| Álvaro Azurduy Wayar                                           | Esteban Urquizu               | 1 de junio de 2010                        | 13 de junio de 2011                       | 1 año y 12 días                |                      |
| Gilka Mayda Guerrero Coppa                                     | Esteban Urquizu               | 13 de junio de 2011                       | 24 de junio de 2014                       | 3 años y 11 días               | [ 9 ]                |
| Martín Maturano Trigo                                          | Esteban Urquizu               | 24 de junio de 2014                       | 30 de noviembre de 2016                   | 2 años, 5 meses y 6 días       | [ 10 ]               |
| Jhonny Camacho Borja                                           | Esteban Urquizu               | 30 de noviembre de 2016                   | 7 de marzo de 2018                        | 1 año, 3 meses y 7 días        | [ 11 ]               |
| Limber Germán Soruco Loayza                                    | Esteban Urquizu               | 7 de marzo de 2018                        | 8 de agosto de 2019                       | 1 año, 5 meses y 1 día         | [ 12 ]               |
| Enrique Leaño Palenque                                         | Esteban Urquizu               | 8 de agosto de 2019                       | 11 de noviembre de 2019                   | 3 meses y 3 días               | [ 13 ] [ 14 ] [ 15 ] |
| Juan Nacer Villagómez Ledezma                                  | Efraín Balderas               | 26 de noviembre de 2019                   | 15 de enero de 2021                       | 1 mes y 19 días                | [ 16 ]               |
| María Eva Navarro Sandoval                                     | Efraín Balderas               | 15 de enero de 2020                       | 21 de marzo de 2020                       | 2 meses y 6 días               | [ 17 ] [ 18 ]        |
| Martín Maturano Trigo                                          | Efraín Balderas               | 21 de marzo de 2020                       | 28 de abril de 2020                       | 1 mes y 7 días                 | [ 19 ]               |
| Maribel Quiroz Lazcano                                         | Efraín Balderas               | 29 de abril de 2020                       | 25 de junio de 2020                       | 1 mes y 26 días                | [ 20 ] [ 21 ]        |
| Enrique Leaño Palenque                                         | Efraín Balderas               | 25 de junio de 2020                       | 8 de diciembre de 2020                    | 5 meses y 13 días              | [ 22 ] [ 23 ]        |
| Jeyson Marcos Auza Pinto                                       | Efraín Balderas               | 8 de diciembre de 2020                    | 16 de enero de 2021                       | 1 mes y 8 días                 |                      |
| Carlos Favián Vilacahua Torrez                                 | Efraín Balderas               | 16 de enero de 2021                       | 3 de mayo de 2021                         | 3 meses y 18 días              | [ 24 ]               |
| Ignacio Tapia Vargas                                           | Damián Condori                | 5 de mayo de 2021                         | 30 de junio de 2021                       | 1 mes y 25 días                | [ 25 ]               |
| Juan José Fernández Murillo                                    | Damián Condori                | 30 de junio de 2021                       | Actualidad                                | 3 años, 8 meses y 18 días      | [ 26 ] [ 27 ] [ 28 ] |

#### Servicio Departamental de Gestión Social (SEDEGES) Chuquisaca
| Director/a Técnico del Servicio Departamental de Gestión Social (SEDEGES) | Posesionado por el Gobernador | Periodo como Directora o Director Técnico | Periodo como Directora o Director Técnico | Tiempo de Duración en el Cargo | Referencia |
| Director/a Técnico del Servicio Departamental de Gestión Social (SEDEGES) | Posesionado por el Gobernador | INICIO                                    | FINAL                                     | Tiempo de Duración en el Cargo | Referencia |
| ------------------------------------------------------------------------- | ----------------------------- | ----------------------------------------- | ----------------------------------------- | ------------------------------ | ---------- |
| Juana Pérez Alvis                                                         | Esteban Urquizu               | 16 de junio de 2010                       | 1 de junio de 2011                        | 1 año, 4 meses y 16 días       |            |
| María Luisa Quispe García                                                 | Esteban Urquizu               | 1 de junio de 2011                        | 1 de junio de 2015                        | 4 años                         |            |
| Nancy Rojas García                                                        | Esteban Urquizu               | 1 de junio de 2015                        | 3 de mayo de 2021                         | 5 años, 11 meses y 2 días      |            |
| Vívian Eugenia Chungara Yucra                                             | Damián Condori                | 6 de mayo de 2021                         | Actualidad                                | 3 años, 10 meses y 12 días     |            |